# Coronavirus humà HKU1
El coronavirus humà HKU1 (o HCoV-HKU1) és una espècie de coronavirus que prové de ratolins infectats. En l'home, la infecció comporta una malaltia de les vies respiratòries superiors amb símptomes de refredat, però que pot evolucionar cap a una pneumònia i una bronquiolitis. Fou descoberta per primera vegada el gener de 2005 en dos pacients a Hong Kong. De les investigacions que en van seguir, s'ha revelat que el virus ja tenia una distribució mundial i una gènesi anterior.
Es tracta d'un virus d'ARN monocatenari embolicat i de sentit positiu, que en penetrar a la cèl·lula amfitrió s'enllaça al receptor de l'àcid N-acetil-9-O-acetilneuramínic. Conté el gen de l'hemaglutina esterasa (HE), que el distingeix com a membre del gènere Betacoronavirus i del subgènere Embecovirus.

## Història
El HCoV-HKU1 fou detectat per primera vegada el gener 2005 en un home de 71 anys hospitalitzat amb símptomes d'angoixa respiratòria aguda i d'una pneumònia bilateral confirmada per radiografia. L'home havia tornat recentment a Hong Kong de Shenzhen (Xina).
L'HCoV-HKU1 és l'un dels diferents coronavirus humans, entre ells: HCoV-229E, HCoV-NL63, HCoV-OC43, MARS-CoV i SARSr-CoV (SARS-CoV-1 i SARS-CoV-2).
L'anàlisi filogenètica mostra que l'HCoV-HKU1 pertany al grup 2 dels coronavirus (actualment agrupats sota el gènere Betacoronavirus, amb una certa proximitat amb el virus de l'hepatitis murina, una soca de coronavirus murina, i diferent dels altres coronavirus humans, com ara el HCoV-OCS43.

## Epidemiologia
Una anàlisi retrospectiva de les aspiracions nasofaríngies negatives al SRAS de pacients amb malaltia respiratòria durant el transcurs del període del SRAS l'any 2003, ha identificat la presència d'ARN de HCoV-HKU1 a la mostra d'una dona de 35 anys que havia estat diagnosticada de pneumònia.
Després dels primers informes de descobriment de l'HCoV-HKU1, el virus ha estat identificat el mateix any en 10 pacients al nord d'Austràlia. De les mostres respiratòries extretes entre maig i agost (hivern austral), la majoria de les mostres positives per a l'HCoV-HKU1 provenien de nens en el transcurs dels últims mesos d'hivern.
Els primers casos coneguts a l'hemisferi occidental han estat descoberts l'any 2005 després d'haver analitzat mostres més antigues a l'hospital de Yale-New Haven a New Haven (Connecticut), que estaven interessants en descobrir si el HCoV-HKU1 era a la seva regió. Van portar un estudi sobre espècimens extrets durant un període de 7 setmanes (desembre 2001 - de febrer de 2002) en 851 nadons i nens. Les mostres de nou nens van revelar que eren positives per a HCoV-HKU1; aquests nens tenien infeccions a les vies respiratòries en el moment que les mostres havien estat extretes (en una noia, en una condició tan severa que va ser necessària ventilació mecànica), i al mateix temps essent negatives per a altres causes com el virus sincitial respiratori humà, els virus de la parainfluenza (tipus 1 a 3), els virus de la grip HA i B, i els adenovirus per dosatge d'immunofluorescència directa, així com metapneumovirus humà i HCoV-NL63 per reacció en cadena per polimerasa després de transcripció contrària (RT-PCR). La similitud de les soques identificades a New Haven amb la soca inicialment trobada a Hong Kong va suggerir una distribució mundial de HCoV-HKU1.
El juliol 2005 es van detectar sis casos a França utilitzant tècniques millorades per a recuperar el virus de les aspiracions nasofaríngies i de les mostres de femtes.